# Ірано-саудівські відносини
Ірано-саудівські відносини — міжнародні відносини (двосторонні контакти) між Ісламською Республікою Іран та Королівством Саудівська Аравія. Відносини, особливо після Ісламської революції в Ірані (1979), розвиваються дуже важко, оскільки Ер-Ріяд звинувачує Тегеран у підтримці опозиції шиїтів, а Іран у відповідь дорікає Саудівській Аравії в порушенні прав шиїтської меншини. Також суперечка викликає проблема з хаджем іранських паломників у Мекку і Медину, що належать Саудівській Аравії. Двосторонні відносини двічі (1988 та 2016) розривалися з ініціативи Саудівської Аравії.

## Історія
Відносини двох країн у період правління шаха розвивалися нормально, навіть почасти дружньо. Ісламська революція привела до влади в Ірані радикальне духовенство шиїтів. В Ер-Ріяді зустріли це з тривогою, оскільки шиїти становлять там значну частину населення (у тому числі нафтоносного узбережжя), але не мають усіх прав як сунітська більшість. Ісламська революція викликала у саудівських шиїтів наснагу. Вже в грудні 1979 в Саудівській Аравії пройшли демонстрації шиїтів із вимогами припинити експорт нафти до США, зупинити дискримінацію шиїтів, а також підтримати ісламську революцію. Наступного року в Саудівській Аравії пройшло близько 60 проіранських протестів, хоча підтвердити участь у них офіційного Тегерана не вдалося.
Двосторонні відносини загострилися ще більше у зв'язку зі суперечкою навколо спільних святих місць сунітів та шиїтів, розташованих у Саудівській Аравії — Мекки та Медини. В 1983 міністр Ірану Мохаммад Хатамі заявив, що вони належать всім мусульманам і що хадж — найкраща платформа для діалогу. Проте суперечка навколо святих місць стала каменем спотикання. 31 липня 1987 під час хаджу відбулися сутички з поліцією, в ході яких загинули 402 особи, переважна більшість із них (375 осіб) були іранськими паломниками. Саудівська Аравія і більшість арабських країн засудили за це Іран, у відповідь Тегеран у всьому звинуватив саудівську владу. У березні 1988 конфлікт навколо хаджу отримав продовження — Саудівська Аравія спільно з ОІС визначила квоту на щорічне число паломників з Ірану — 55 000 осіб. Іран зажадав квоту в 150 000 паломників. У квітні 1988 Саудівська Аравія розірвала відносини з Іраном, а Тегеран вирішив бойкотувати хадж. Лише у березні 1991 двосторонні відносини відновлено, а Іран отримав квоту на 105 000 прочан.
У 1990-і — 2000-ті двосторонні відносини помітно покращалися. Міністр закордонних справ Ірану та президент Ірану у 1991 та 1998 відвідали Саудівську Аравію, а саудівська делегація взяла участь у сесії ОІС у Тегерані у 1997. Хоча підозри Ер-Ріяда, що Тегеран підтримує опозицію шиїтів збереглися, але 1990-ті — початок 2000-х стали часом поліпшення становища шиїтів у Саудівській Аравії.
У 1993, невдовзі після відновлення двосторонніх відносин, три шиїти включені до складу Меджлісу аш-Шури.
У 2005 в Саудівській Аравії вжиті заходи щодо покращення становища шиїтів: знято багато обмежень для проведення церемоній в пам'ятні шиїтські дати (наприклад, на Ашуру), на муніципальних виборах обрані депутатами кілька шиїтів (в Ель-Катіфі вони отримали всі 6 депутатських місць, а в Ель-Ахсаа 5 мандатів із 6).

## Сучасність
Ситуація змінилася з початком Арабської весни, коли в березні та листопаді 2011 шиїти Саудівської Аравії провели мітинги, жорстоко розігнані владою.
У 2012 в Саудівській Аравії затриманий проповідник шиїтів Німр аль-Німр. У січні 2016 він та 46 його прихильників страчені, що викликало нове загострення ірано-саудівських відносин. Духовний лідер Ірану Хаменеї засудив страту, а натовп місцевих жителів у ніч на 3 січня того ж року розгромив саудівське посольство в Тегерані, у Мешхеді також атаковано саудівське консульство. У відповідь Саудівська Аравія розірвала відносини з Іраном, звинувативши його у втручанні у внутрішні справи королівства.
10 березня 2023, за підсумками переговорів у Пекіні, країни підписали угоду про відновлення дипломатичних відносин та відкриття посольств протягом двох місяців.